# ゴードン・イングラム

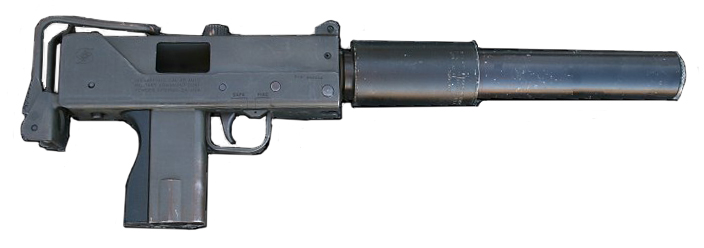
MAC-10短機関銃

ゴードン・ベイリー・イングラム（Gordon Bailey Ingram, 1924年12月30日 - 2004年11月4日）は、アメリカ合衆国の銃器設計者。ミリタリー・アーマーメント・コーポレーション社（MAC）の創設やMAC-10短機関銃の設計などでその名を知られる。
MAC-10シリーズが「イングラム」の名と共に代表的な短機関銃の一つとして普及し始めると、彼は「マシン・ピストルの父」（father of the machine pistol）と呼ばれた。MAC-10の設計はその後も40年以上生き続けたが、その他にも試作品を含む様々な銃器の設計に携わっている。

## 経歴
1924年、カリフォルニア州ロサンゼルスに生まれる。第二次世界大戦中、アメリカ陸軍にて兵役についていた頃から銃器設計の世界に興味を持ち始めたという。
1946年、M5として知られる短機関銃を設計する。M5という名称は当時陸軍で制式採用されていたM3短機関銃および将来採用されるであろうM4短機関銃に次ぐ製品という意味合いで、これに先立つM1からM4までのモデルが存在するわけではない。結局、M5は試作に留まり、本格的な生産は行われなかった。1949年、ポリス・オードナンス社（Police Ordnance Company）在籍中にM6短機関銃を発表する。M6はトンプソン・サブマシンガンによく似た外見的特徴を備えていたが、プレス加工を多用するなど生産性を高める工夫が施されていた。少なくとも15,000丁が生産され、アメリカ国内の法執行機関や南米諸国の軍隊によって採用された。M7からM9まではM6を発展させた設計だったが、いずれも試作に留まっている。
ポリス・オードナンス社を離れた後、イングラムはアーキアーガ・アームズ社（Erquiaga Arms Company）に移りMR-64短機関銃の設計に関与する。アーキアーガ・アームズ社は、ポリス・オードナンス社に勤務していた元ペルー軍将校、フアン・エルキアーガ（Juan Erquiaga）が創業した企業で、MR-64の他には、ペルーや台湾などを顧客と想定した、M1ガーランドにM14小銃相当の機能を付与するEM-62小銃の開発を行っていた。1964年、M10短機関銃を設計する。M10はそれまでイングラムが手がけた短機関銃とは一線を画す単純さを重視した設計で、いわゆる第三世界での販売を想定したモデルだった。最初期の試作モデルではイギリス製ステン短機関銃と弾倉の互換性があった。アーキアーガ・アームズではこの新型短機関銃をカタログに掲載したものの、注文はほとんどなく、追加生産も行われなかった。1969年、イングラムはアメリカ政府向けの官給用消音器の設計・製造を手掛けるSIONICS社に移る。同社のオーナーだったミッチェル・ウェーベル三世は元OSSエージェントで、彼は小型軽量なイングラムM10に消音器を取り付ければ理想的な特殊作戦用短機関銃になりうると考えた。その後、消音器付のM10は特殊作戦用短機関銃として陸軍に採用され、1970年にはイングラムとウェーベルが共同創業者となりミリタリー・アーマーメント・コーポレーション社（MAC）が設立されている。
1970年代後半から1980年代初頭には、軍用自動小銃の設計に携わった。これはソマリアの小火器開発を向上させるべく、ドミニカ共和国のサン・クリストバル兵器廠が主導した計画の一環であり、イギリスで鋳造された部品を元に、イタリアで製造され、ソマリアで試験が行われるという複雑な多国間契約の元で開発が行われた。ソマリア側は7.62x39mm弾仕様での設計を求めていたが、イングラムはこれに加えて.223口径（5.56x45mm）と.308口径（7.62x51mm）仕様のモデルも設計した。大まかには、ロングストロークガスピストン機能を組み込み、スケールアップしたM1カービンという設計の小銃で、各仕様ごとにAK-47用弾倉、AR-15用弾倉、FAL用弾倉が使用できた。しかし、結局は契約の複雑さに起因する混乱や汚職のため、少数の試作品が完成するに留まった。
2004年死去。